# Dunskey Castle
Dunskey Castle è un castello in rovina, risalente agli inizi del XVI secolo, sito a un km a sud di Portpatrick, nell'area di Dumfries and Galloway, lungo la costa sud-ovest della Scozia.

## Descrizione
Il castello, a forma di L ed a tre livelli, è ubicato su di un promontorio lungo la costa. Ha una base di 30 m x 14,5 con pareti spesse 1,5 m. L'ala di nord-est è di costruzione successiva e le fondazioni del lato sud sono attualmente in vista. Vicino al castello esistono le rovine di una torre di avvistamento, alta 7 metri, costruita sul margine della scogliera.

## Storia
Una fortificazione medievale venne distrutta nel 1489 da sir Alexander M'Culloch di Myrtoun. L'attuale castello venne costruito dagli Adairs di Kinhilt, che possedevano anche il Castle of St. John nella vicina Stranraer, intorno al 1510. Nel 1620, venne acquistato da Hugh Montgomery, I visconte di Montgomery, che ampliò l'edificio. Nel 1648 esso passò alla famiglia Blair, ma andò in rovina intorno al 1684. L'accesso pubblico al castello, divenuto monumento nazionale, è inibito dalla proprietà.

## Galleria d'immagini

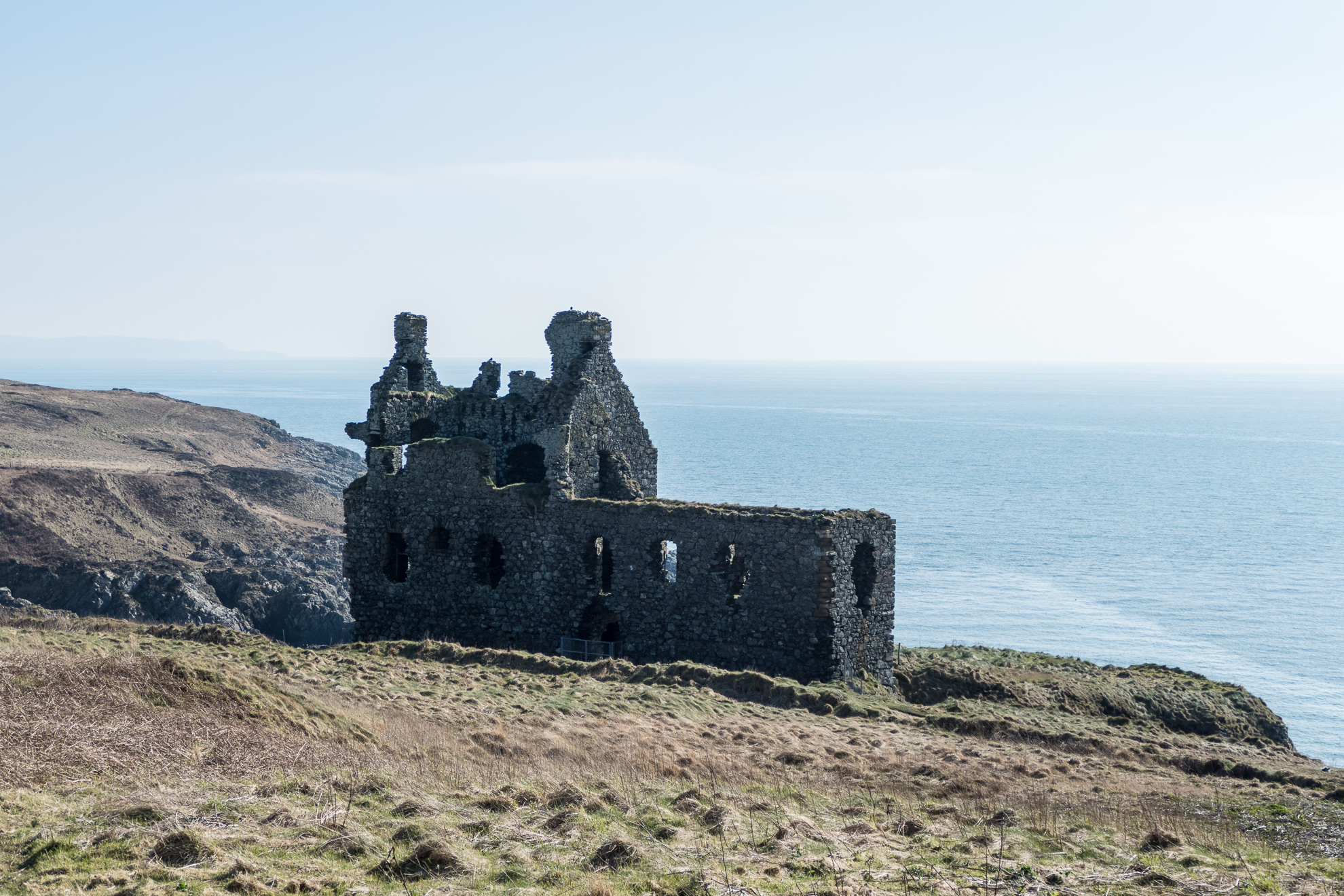
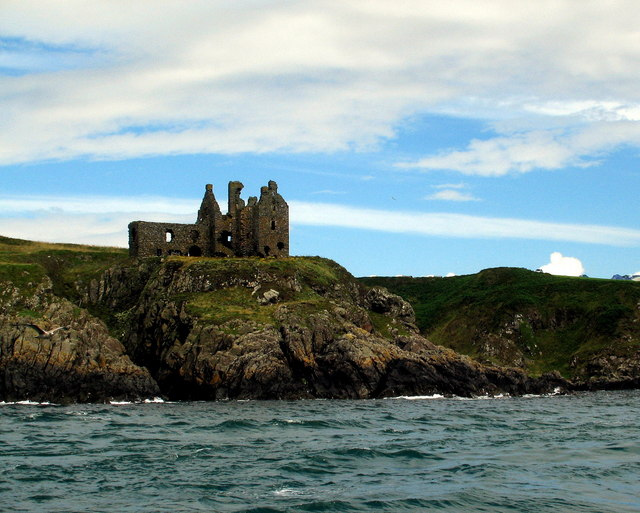
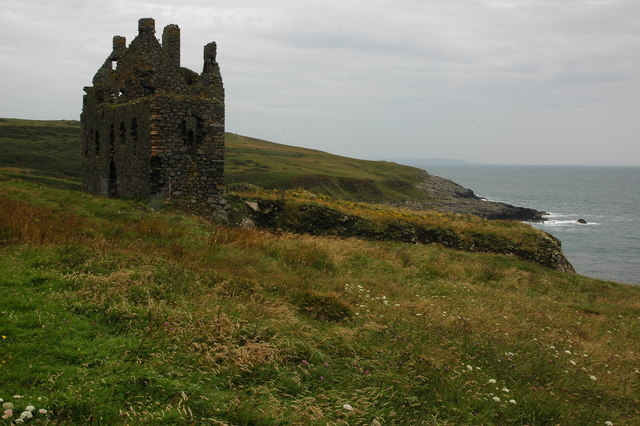
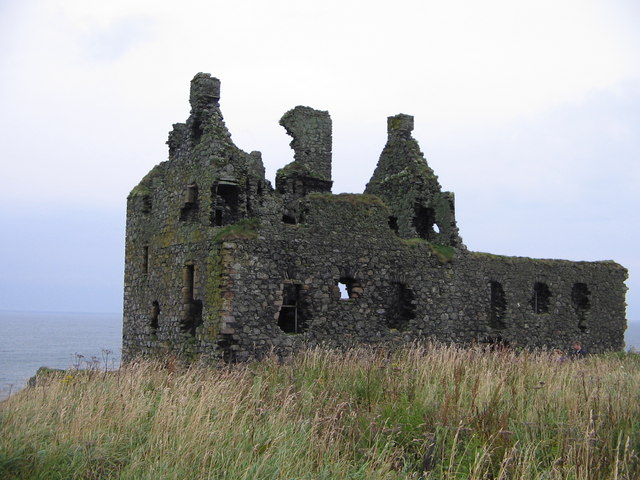
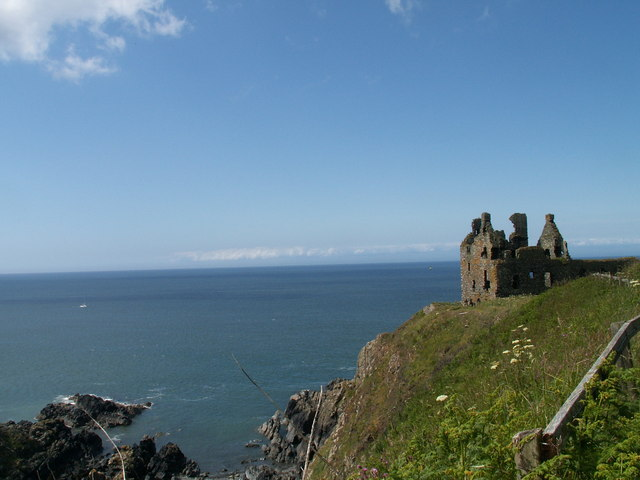
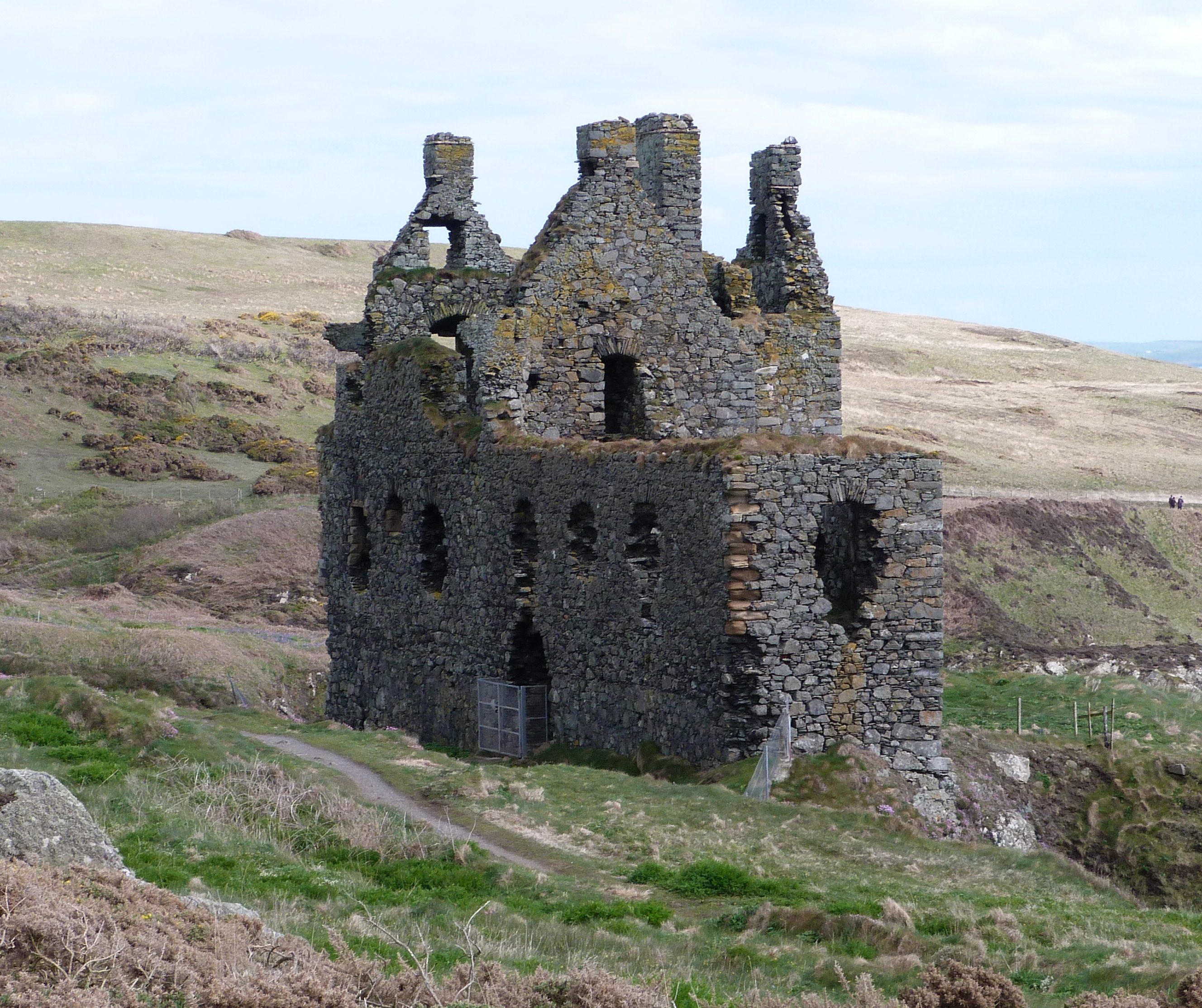
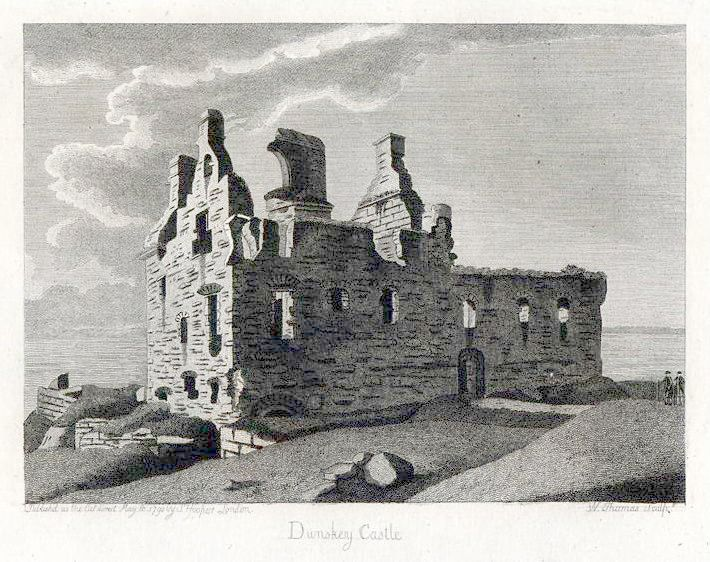
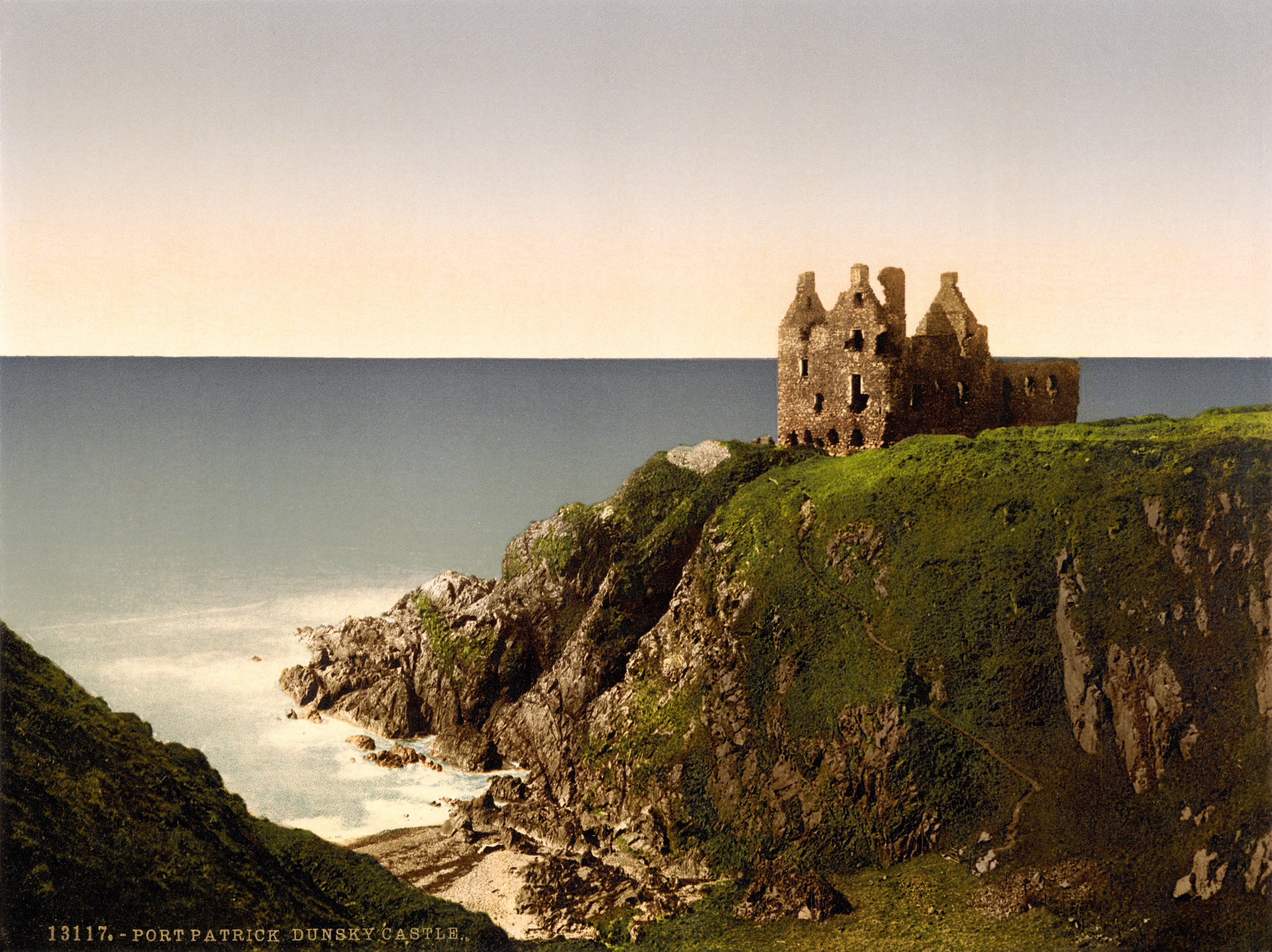
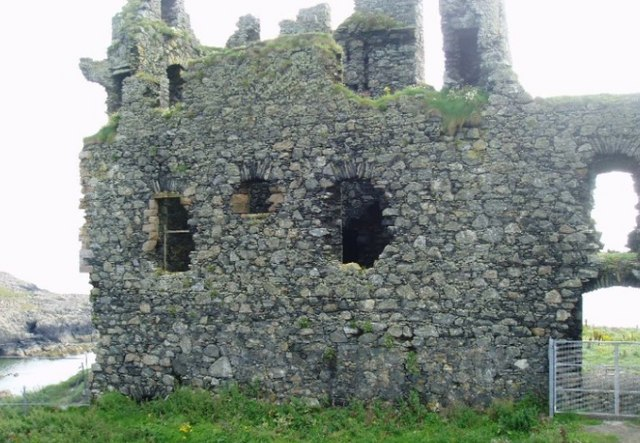
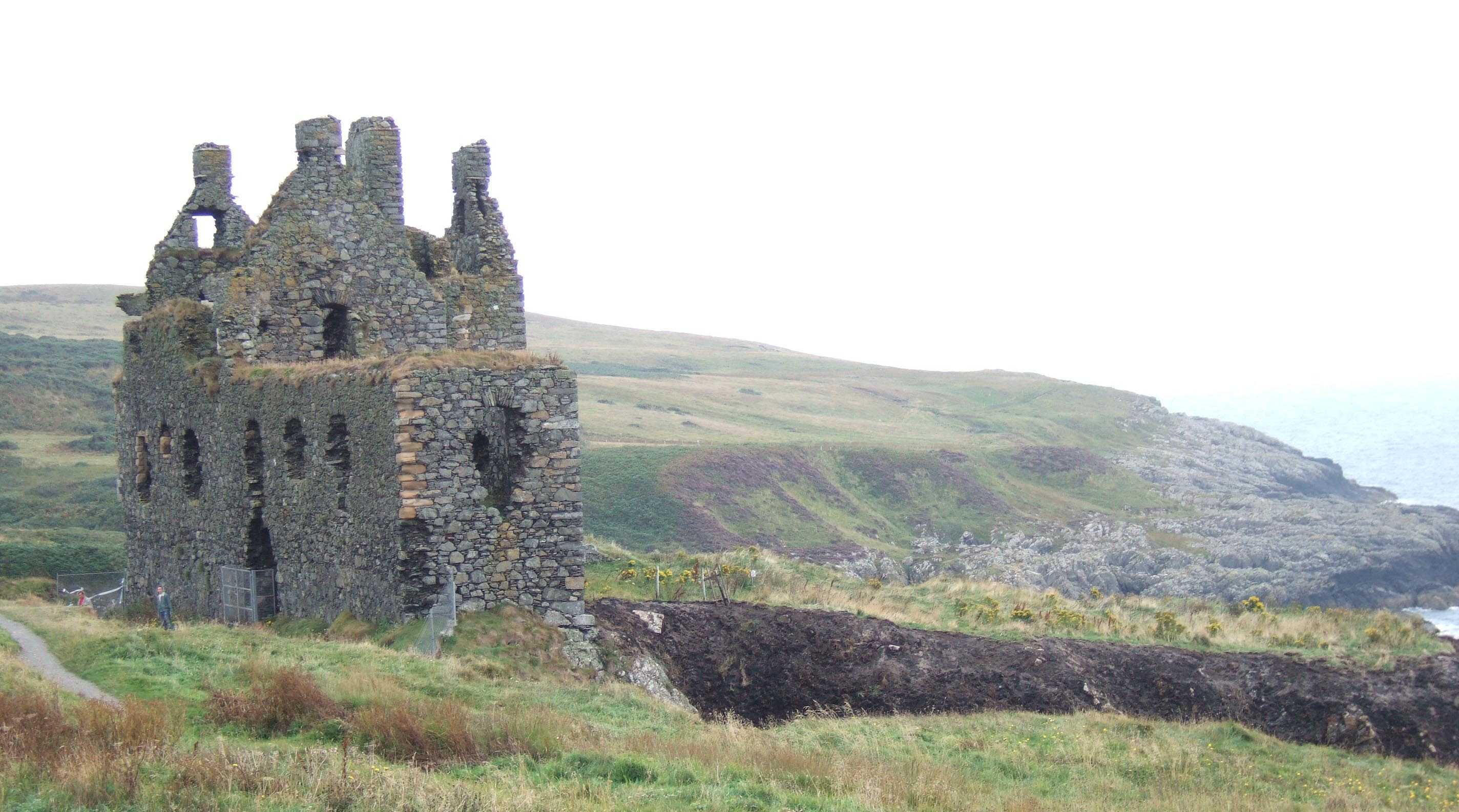
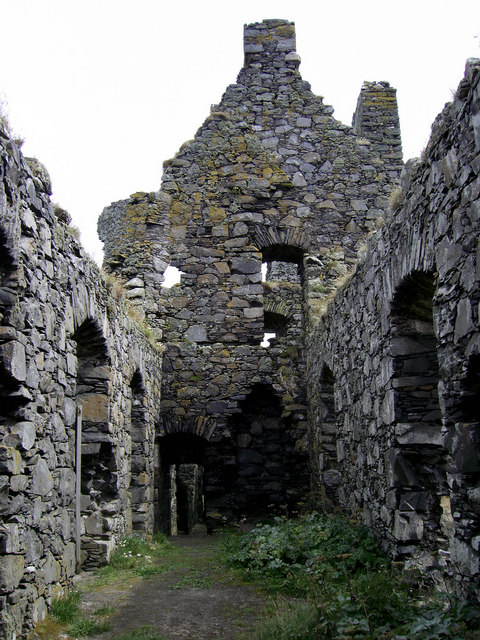
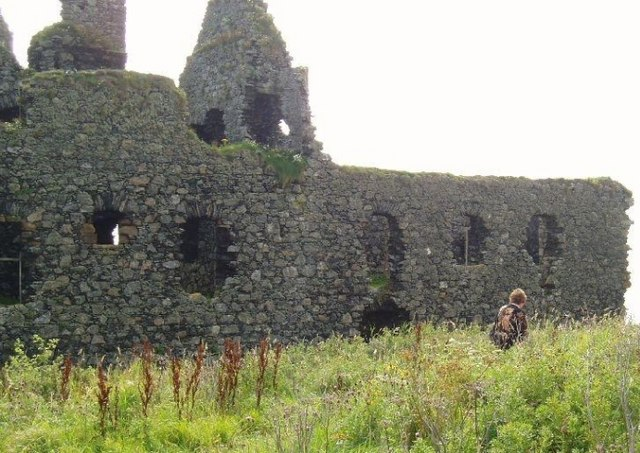